# 伊豆戦争
伊豆戦争（いずせんそう）は、東京急行電鉄（東急、現：東急株式会社）系列の伊豆急行と西武鉄道（西武）系列の伊豆箱根鉄道が伊豆半島東海岸で繰り広げた縄張り争いの通称のこと。
以下に対立勢力の概要を記す。
| グループ | 西武グループ          | 東急グループ                              |
| -------- | --------------------- | ----------------------------------------- |
| 人物     | 堤康次郎              | 五島慶太                                  |
| 企業     | 伊豆箱根鉄道 西武鉄道 | 伊豆急行 東京急行電鉄（現：東急株式会社） |

## 経緯
熱海 - 下田間には当初日本国有鉄道（国鉄）が鉄道を敷設する予定であったが、濱口雄幸の緊縮財政政策により熱海 - 伊東のみが伊東線として建設され、伊東 - 下田間には鉄道がない状態が続いていた。ここに目をつけた東急は、1953年（昭和28年）1月10日伊豆開発構想を樹立し、それに基づき東急本社内に臨時建設部が設置された。建設事業単位に13の建設班・開発班からなる建設部は、積年の懸案であった「城西南新都市」（後の多摩田園都市）の建設に本格的に取り組むこととなった。この新都市建設プロジェクトと並行して、伊豆観光開発の青写真づくりも進められた。五島慶太会長（当時）が描いた伊豆観光開発構想の目玉商品は、鉄道・バスによる伊豆半島交通アクセスの確立にあった。このころ、伊豆半島を国立公園に編入させようと地元国会議員、県議会議員、更に経済・文化団体などが一体となって行った陳情運動は、1955年（昭和30年）3月15日に富士箱根伊豆国立公園となって実現する。
東急は、1956年（昭和31年）2月1日に伊東下田電気鉄道株式会社発起人代表五島昇名義で、「伊東・下田間地方鉄道敷設免許申請書」を第1次鳩山一郎内閣の吉野信次運輸大臣に申請した。この申請書の発起人には他に緒明太郎元東急取締役、大倉喜七郎川奈ホテル会長、吉武一雄千代田火災海上保険社長、綾部健太郎衆議院議員、小佐野賢治国際興業社長（肩書はいずれも当時）が名を連ねていた。
申請理由の概要は次の通りである。
「富士・箱根とともに熱海・伊東・下田を含む伊豆半島は、国内はもちろん国際的観光地域であり、とくに戦後の熱海・伊東の発展は目覚ましいものがあります。しかし、伊東線開通以来十七年、それ以南50kmに及ぶ地域には、観光地としての条件を完備しているにもかかわらず交通対策が遅れているため、あたら国際観光地域を死蔵している状態であります。東京近在にその資源であるべき伊豆半島を持つことは誠に幸いであり、伊東より日本黎明に由緒ある下田に鉄道をつなぎ、この地域に東京より三時間前後で行けるようにするならば、その国家的利益は莫大なものと考えます。よって伊東より下田に至る地方鉄道を敷設し、以上の目的を完遂するべくここに免許を申請する次第であります」—伊東下田電気鉄道株式会社発起人代表 五島昇、伊東・下田間地方鉄道敷設免許申請書
その計画は、「運輸省の許可があり次第早急に着工する」「第一期工事は伊東 - 下田間47.8 kmを建設費約47億8000万円、工期2年で完成する」「下田 - 石廊崎間15.5 kmを建設費約15億5000万円で建設する」「建設費は一切東急が負担し、地元には負担させない」というものであった。これを受けて「伊東・下田鉄道敷設促進下田同盟会」が同年4月29日に結成され、下田への鉄道敷設を「第二の黒船の到来」と位置づけ、その実現に向けて下田町長（当時）以下全町民が一丸となって支援することが決議された。
これを知った西武側は、当初地元有力者と謀って国鉄に伊東 - 下田間の鉄道敷設を働きかけるも失敗、急遽系列の伊豆箱根鉄道に同区間の免許を申請させた。しかし、伊豆箱根鉄道の計画は急ごしらえであったためか不備が多く、1959年1月29日に免許は東急側に与えられることが決定され、同年2月9日に第2次岸信介内閣の永野護運輸大臣（当時）より正式に伊東 - 下田間の免許が交付された。なおこの路線は元々国鉄の計画路線であったため、免許発行には「早期に着工・完成させること」「国鉄の規格に準じて建設すること」「国鉄が列車の乗り入れを求めてきた時は応じること」「国鉄が買収を求めてきた時は応じること」という4条件がつけられている。これらの条件が付された理由は、元来国鉄の予定線だったためである。免許交付を受け、東急は同年4月9日の東急文化会館で開催された「伊東下田電気鉄道株式会社」創立総会後の取締役会にて定款が承認され、資本金10億円で「伊東下田電気鉄道株式会社」が設立された（社長は五島昇、現在の伊豆急行の前身に当たる）。
東急側に免許を与えられたことを不服とした西武側は、鉄道の経由予定地であった下田市白浜周辺の土地（現在は下田プリンスホテルが建っている）を押さえるという実力行使に出た。このため海沿いを走る予定だった伊豆急行線は河津駅の南で山側へ進路を変更せざるを得なくなり、長大な谷津トンネルを掘削することになるなどの影響が出た。しかし進路変更を余儀なくされた河津 - 伊豆急下田間の途中駅である蓮台寺駅は、松崎、堂ヶ島など西伊豆方面への玄関口となり、1996年には全ての特急列車が停車するなど伊豆急行線の主要駅の一つとなった。その一方で、免許発行の条件のうちの最後の一つである「国鉄が買収を求めてきた時は応じること」については、国鉄が分割民営化されたため実現不可となった（伊東線を継承したJR東日本が求めた場合に応じる必要があるのはありえるが、後述の通り伊豆急行自体の業績が悪化しておりそれも実現は容易ではない）。
一方、前述のように第二期工事として下田 - 石廊崎間15.5 kmの建設も検討され、建設費は約15億5000万円と見積もられていたが、こちらは実現しなかった（未成線）。その理由について、森信勝は伊東 - 下田間の建設費が当初計画より膨大な金額になったことや、下田 - 石廊崎間の距離が長大であり、建設費に見合う集客や沿線開発が大きく期待できないと判断されたためだろうと評している。この計画線「石廊崎線」が開業した暁には、東急は石廊崎灯台の見学者向けのロープウェイや、下田の須崎半島や伊豆高原に大レジャーランドを建設するという構想を立てており、さらに「石廊崎線」を延伸する形で下田から下賀茂・松崎・土肥を経由して沼津の国鉄線・蛇松線に接続する91.4 kmの「西伊豆線」を建設する構想もあり、その詳細なルート設計（駅数26）や、車両24両の費用を含めた概算建設費の試算（計159億円）もなされていた。
なお、戦前より伊豆半島全域にバス路線を持ち、国鉄との連帯運輸を行っていた東海自動車は、東急・西武のいずれにも与しなかった。このため東急が東海自動車の買収を画策したり、伊豆箱根鉄道が下田の中小バス会社・昭和乗合自動車を買収し、伊豆下田バスと改称して東海自動車のエリアである下田への進出を図るなど、争いは鉄道以外にも広がった。

## その後
モータリゼーションの進展や旅行形態の変化により、かつて拡大抗争を繰り広げた両社とも、近年は伊豆半島における事業の縮小を続けている。
伊豆急行は一時は東証二部に上場していたが、業績悪化に伴い2004年（平成16年）に東急の完全子会社となって上場を廃止した。また蓮台寺駅での西伊豆方面連絡もふるわず、2007年（平成19年）4月よりスーパービュー踊り子号、2009年（平成21年）より踊り子号を含む全ての特急列車が同駅を通過するようになり、さらに2021年（令和3年）1月15日限りで蓮台寺駅も無人化された。
伊豆箱根鉄道は2006年（平成18年）2月に事業展開が望めないとして伊豆下田バスの事業をかつて競合関係にあった東海自動車に譲渡することを決定。同年8月に貸切部門を新東海バス、9月30日付で路線部門を南伊豆東海バス（いずれも当時）にそれぞれ移管して会社を解散、下田地区のバス事業から撤退した。
また、この抗争に巻き込まれる形となった東海自動車は伊豆急行線の開業により打撃を受け、1971年（昭和46年）に小田急グループの傘下に入る。その後は鉄道と競合する路線を廃止し、拠点駅からのフィーダー輸送および南伊豆・西伊豆方面の輸送に注力したが、経営の悪化に伴い1999年（平成11年）に一旦5社に地域分社化を実施した。しかしその後も過疎化・少子高齢化に伴う沿線人口の減少に歯止めがかからず、さらなる経営効率化のため2020年（令和2年）4月1日付で分社化した全社を再統合し、「東海バス」という新会社となっている。
その一方、上記の3社は2018年には伊豆半島でのサイクリング客を取り込もうと、沿線のサイクリングコースや観光名所などを紹介する動画を、それぞれの親会社となる西武（伊豆箱根）・小田急（東海バス）・東急（伊豆急行）と共同で制作・配信している。
| 西武池袋線を走行する東急5050系快速 西武球場前行   |  | 東急東横線を走行する西武6000系Fライナー特急 元町・中華街行   |  | 両者の対立から協調の象徴西武40000系S-TRAIN 飯能行   |
| 西武池袋線を走行する 東急5050系 快速 西武球場前行 |  | 東急東横線を走行する 西武6000系 Fライナー特急 元町・中華街行 |  | 両者の対立から協調の象徴 西武40000系 S-TRAIN 飯能行 |

また、西武・東急の本体は東京メトロ副都心線を介して東急東横線・みなとみらい線（横浜高速鉄道）と西武池袋線が2013年に直通運転を開始し、2017年には座席指定制のS-TRAINが両社線を直通するようになったほか、企画乗車券の東急西武線まるごときっぷを発売するなど、激しく対立した過去を乗り越え、両者の連携が行われている。
2020年には、JR東海三島駅南口西街区再開発地区に東急グループが建設した東急三島駅前ビルと伊豆箱根鉄道三島駅を結ぶ連絡通路が開通した。
2025年夏より、東急大井町線で活躍していた9000系電車が、西武鉄道に「サステナ車両」として譲渡される予定。